# 尤煜琳
尤煜琳（英語：Jocelyn Yow，1995年—），越南裔美國人，美國政治人物，現任东谷议会市议员。2020年至2021年，曾任美国加利福尼亚州里弗赛德县东谷市长，也是该市第一位华裔女性市议员和最年轻女性市长。

## 生平
尤煜琳于1995年出生在旧金山湾区圣荷西的一个工薪阶级的移民家庭，父亲尤芳毅是马来西亚华裔，曾担任亚罗士打第一狮子会的会长，1980年代前往美国亚利桑那大学进修。母亲是越南裔，来自一个难民家庭，并于1980年代移居美国，两人是在加州圣荷西相识。尤煜琳于1996年1岁时，随同父母返回马来西亚居住，以照顾当时在吉打州亚罗士打被诊断出患有癌症的袓父，尤煜琳也在马来西亚度过了10多年生活。

### 学历
尤煜琳于2006年在亚罗士打吉华K校毕业、2011年在吉华国民型华文中学毕业，年届16岁时与兄长前往美国东谷市定居和升学，同年入读加利福尼亚州诺科大学。2013年，年僅18歲的她成为諾科大學最年轻的学生会主席。尤煜琳後來回憶道，她對此感到驚訝，觉得自己还不够資格，因為她来到美国不足两年，英语也说得不太好，但信念使她跨越了許多大门。她还加入了荣誉学会，并成为Alpha Gamma Sigma的成员。之后转到加利福尼亚大学伯克利分校取得了学士学位。2021年獲得哈佛扩展学院（Harvard Extension School）硕士学位。

### 政治生涯
尤煜琳在诺科大学期间，参与了服务公共事业，强调回馈和社区服务的重要性。在伯克利分校念书时接触到华裔参政的事迹后，在毕业后投身于公共事务。2018年12月12日，尤煜琳当选美国加州河滨县东谷市第4区市议员，当时她年仅23岁，成为该市有史以来，首位和最年轻的华裔女性市议员。她在任內致力于帮助老年人、家庭、小企业和非营利组织获得有价值的政府服务和倾听选民声音，以帮助选民解决问题。尤煜琳在参选市议员时，曾担任聯邦眾議院議長南希·佩洛西以及加州參議員辦公室幕僚，主理移民事务和亚太裔事务。2020年12月10日至2021年12月8日，尤煜琳担任东谷市市长，也是該市最年轻的女性市长。她在任內期間，推動建立一座免費的社区圖書館和實現城市企业多样化，以帮助在新冠病毒大流行经营困难的企业，并致力化解社會仇恨。在2021年初，當意识到針對亚裔美国人仇恨犯罪的激增下，尤煜琳在反亚裔仇恨集会上发言。同年，在亚特兰大按摩中心枪击案后，她于3月在东谷市组织了一次烛光守夜活动，呼吁停止仇恨。在卸下市長职位后，她表示並未考虑过自己被任命在男性主导领域的市长职位上是一件大事，反而，她很高兴自己能让广大女性知道她们也可以处于这个位置，希望有一天能看到更多年轻女性参政。

## 担任职位[9]
- 加利福尼亚东谷市市议会议员，2018年12月12日-至今
- 非营利组织「IGNITE」政策经理，2019年8月-至今
- 加利福尼亚東谷市市長，2020年12月10日-2021年12月8日[10]

## 外部联接
- 尤煜琳facebook